# Javorek
Javorek (in tedesco Jaworek) è un comune ceco situato nel distretto di Žďár nad Sázavou, nella regione di Vysočina.